# Ukrainische Dynamische-Pyramide-Meisterschaft 2008
Die ukrainische Dynamische-Pyramide-Meisterschaft 2008 war ein Billardturnier in der Disziplin Dynamische Pyramide, das vom 10. bis 14. September 2008 im BK Plasma in Tscherkassy stattfand.
Ukrainischer Meister wurde Jaroslaw Wynokur, der im Finale Oleksandr Palamar mit 6:2 besiegte. Den dritten Platz belegten Jehor Schukowskyj und Serhij Zilyk. Die beiden teilnehmenden Frauen, Anna Majstrenko und Tetjana Martynjuk, scheiterten in der Vorrunde.

## Modus
Die 53 Teilnehmer traten zunächst im Doppel-K.-o.-System gegeneinander an. Ab dem Achtelfinale wurde im K.-o.-System gespielt.

## Vorrunde

### Hauptrunde
| Spiel | Spieler 1              | Ergebnis | Spieler 2             |
| ----- | ---------------------- | -------- | --------------------- |
| 1     | Anton Parynzew         | –:–      | Freilos               |
| 2     | Ihor Rjabykin          | 32:32    | Dmytro Ossypenko      |
| 3     | Dmytro Nebuwajlo       | 31:31    | Oleksandr Drosda      |
| 4     | Wolodymyr Baranow      | 03:03    | Jehor Schukowskyj     |
| 5     | Mykola Lewyzkyj        | –:–      | Freilos               |
| 6     | Andrij Burmakin        | 32:32    | Witalij Buhajez       |
| 7     | Rustam Sajidow         | 31:31    | Walerij Kowtun        |
| 8     | Freilos                | –:–      | Serhij Zilyk          |
| 9     | Mykola Rjabenko        | –:–      | Freilos               |
| 10    | Wassyl Stepanenko      | 32:32    | Wolodymyr Lukaschenko |
| 11    | Stanislaw Tymtschij    | 13:13    | Wassyl Hrynez         |
| 12    | Iwan Arywanjuk         | 31:31    | Maksym Issajew        |
| 13    | Artur Beresowskyj      | 03:03    | Serhij Mamtschur      |
| 14    | Jewhen Pankow          | 30:30    | Dmytro Pokotylskyj    |
| 15    | Anatolij Maliwantschuk | 13:13    | Oleksandr Pidlisnyj   |
| 16    | Freilos                | –:–      | Oleksandr Palamar     |

| Spiel | Spieler 1           | Ergebnis | Spieler 2                 |
| ----- | ------------------- | -------- | ------------------------- |
| 17    | Maksym Kolischuk    | –:–      | Freilos                   |
| 18    | Ruslan Hryhorenko   | 03:03    | Serhij Furman             |
| 19    | Oleksandr Artemjew  | 32:32    | Wadym Korjahin            |
| 20    | Serhij Schapran     | 03:03    | Maksym Medwedjuk          |
| 21    | Wiktor Urban        | –:–      | Freilos                   |
| 22    | Jurij Butynskyj     | 13:13    | Ruslan Brattschykow       |
| 23    | Witalij Hryzaj      | 13:13    | Oleh Orljanskyj           |
| 24    | Freilos             | –:–      | Wiktor Schafaljuk         |
| 25    | Ihor Nakonetschnyj  | –:–      | Freilos                   |
| 26    | Oleksandr Sawyzkyj  | 13:13    | Roman Dabischa            |
| 27    | Jewhen Mychlyk      | 13:13    | Swjatoslaw Kryschaniwskyj |
| 28    | Freilos             | –:–      | Witalij Kryschaniwskyj    |
| 29    | Wladyslaw Buschylow | 31:31    | Wadym Stassyschyn         |
| 30    | Tetjana Martynjuk   | 30:30    | Anna Majstrenko           |
| 31    | Wladyslaw Schalimow | 31:31    | Serhij Kostjukewytsch     |
| 32    | Freilos             | –:–      | Jaroslaw Wynokur          |

### 1. Gewinnerrunde
32 Spieler (Sieger der Hauptrunde)
| Spiel | Spieler 1              | Ergebnis | Spieler 2             |
| ----- | ---------------------- | -------- | --------------------- |
| 33    | Anton Parynzew         | 03:03    | Dmytro Ossypenko      |
| 34    | Oleksandr Drosda       | 03:03    | Wolodymyr Baranow     |
| 35    | Mykola Lewyzkyj        | 30:30    | Witalij Buhajez       |
| 36    | Walerij Kowtun         | 31:31    | Serhij Zilyk          |
| 37    | Mykola Rjabenko        | 23:23    | Wolodymyr Lukaschenko |
| 38    | Stanislaw Tymtschij    | 03:03    | Maksym Issajew        |
| 39    | Artur Beresowskyj      | 13:13    | Dmytro Pokotylskyj    |
| 40    | Anatolij Maliwantschuk | 31:31    | Oleksandr Palamar     |

| Spiel | Spieler 1             | Ergebnis | Spieler 2              |
| ----- | --------------------- | -------- | ---------------------- |
| 41    | Maksym Kolischuk      | 23:23    | Ruslan Hryhorenko      |
| 42    | Wadym Korjahin        | 13:13    | Serhij Schapran        |
| 43    | Wiktor Urban          | 32:32    | Jurij Butynskyj        |
| 44    | Witalij Hryzaj        | 13:13    | Wiktor Schafaljuk      |
| 45    | Ihor Nakonetschnyj    | 31:31    | Oleksandr Sawyzkyj     |
| 46    | Jewhen Mychlyk        | 30:30    | Witalij Kryschaniwskyj |
| 47    | Wadym Stassyschyn     | 13:13    | Anna Majstrenko        |
| 48    | Serhij Kostjukewytsch | 30:30    | Jaroslaw Wynokur       |

### 2. Gewinnerrunde
16 Spieler (Sieger der 1. Gewinnerrunde)
| Spiel | Spieler 1         | Ergebnis | Spieler 2           |
| ----- | ----------------- | -------- | ------------------- |
| 81    | Anton Parynzew    | 03:03    | Oleksandr Drosda    |
| 82    | Witalij Buhajez   | 30:30    | Serhij Zilyk        |
| 83    | Mykola Rjabenko   | 31:31    | Stanislaw Tymtschij |
| 84    | Artur Beresowskyj | 31:31    | Oleksandr Palamar   |

| Spiel | Spieler 1          | Ergebnis | Spieler 2              |
| ----- | ------------------ | -------- | ---------------------- |
| 85    | Maksym Kolischuk   | 30:30    | Wadym Korjahin         |
| 86    | Jurij Butynskyj    | 13:13    | Witalij Hryzaj         |
| 87    | Oleksandr Sawyzkyj | 03:03    | Witalij Kryschaniwskyj |
| 88    | Wadym Stassyschyn  | 30:30    | Jaroslaw Wynokur       |

### 1. Verliererrunde
21 Spieler (Verlierer der Hauptrunde gegeneinander)
| Spiel | Spieler 1           | Ergebnis | Spieler 2         |
| ----- | ------------------- | -------- | ----------------- |
| 49    | Freilos             | –:–      | Ihor Rjabykin     |
| 50    | Dmytro Nebuwajlo    | 31:31    | Jehor Schukowskyj |
| 51    | Freilos             | –:–      | Andrij Burmakin   |
| 52    | Rustam Sajidow      | –:–      | Freilos           |
| 53    | Freilos             | –:–      | Wassyl Stepanenko |
| 54    | Wassyl Hrynez       | 13:13    | Iwan Arywanjuk    |
| 55    | Serhij Mamtschur    | 13:13    | Jewhen Pankow     |
| 56    | Oleksandr Pidlisnyj | –:–      | Freilos           |

| Spiel | Spieler 1                 | Ergebnis | Spieler 2           |
| ----- | ------------------------- | -------- | ------------------- |
| 57    | Freilos                   | –:–      | Serhij Furman       |
| 58    | Oleksandr Artemjew        | 03:03    | Maksym Medwedjuk    |
| 59    | Freilos                   | –:–      | Ruslan Brattschykow |
| 60    | Oleh Orljanskyj           | –:–      | Freilos             |
| 61    | Freilos                   | –:–      | Roman Dabischa      |
| 62    | Swjatoslaw Kryschaniwskyj | –:–      | Freilos             |
| 63    | Wladyslaw Buschylow       | 23:23    | Tetjana Martynjuk   |
| 64    | Wladyslaw Schalimow       | –:–      | Freilos             |

### 2. Verliererrunde
32 Spieler (Sieger der 1. Verliererrunde gegen Verlierer der 1. Gewinnerrunde)
| Spiel | Spieler 1           | Ergebnis | Spieler 2             |
| ----- | ------------------- | -------- | --------------------- |
| 65    | Ihor Rjabykin       | 23:23    | Serhij Kostjukewytsch |
| 66    | Jehor Schukowskyj   | 23:23    | Anna Majstrenko       |
| 67    | Andrij Burmakin     | 30:30    | Jewhen Mychlyk        |
| 68    | Rustam Sajidow      | 32:32    | Ihor Nakonetschnyj    |
| 69    | Wassyl Stepanenko   | 13:13    | Wiktor Schafaljuk     |
| 70    | Wassyl Hrynez       | 31:31    | Wiktor Urban          |
| 71    | Serhij Mamtschur    | 30:30    | Serhij Schapran       |
| 72    | Oleksandr Pidlisnyj | 32:32    | Ruslan Hryhorenko     |

| Spiel | Spieler 1                 | Ergebnis | Spieler 2              |
| ----- | ------------------------- | -------- | ---------------------- |
| 73    | Serhij Furman             | 30:30    | Anatolij Maliwantschuk |
| 74    | Oleksandr Artemjew        | 03:03    | Dmytro Pokotylskyj     |
| 75    | Ruslan Brattschykow       | 31:31    | Maksym Issajew         |
| 76    | Oleh Orljanskyj           | 03:03    | Wolodymyr Lukaschenko  |
| 77    | Roman Dabischa            | 32:32    | Walerij Kowtun         |
| 78    | Swjatoslaw Kryschaniwskyj | 23:23    | Mykola Lewyzkyj        |
| 79    | Wladyslaw Buschylow       | 30:30    | Wolodymyr Baranow      |
| 80    | Wladyslaw Schalimow       | 30:30    | Dmytro Ossypenko       |

### 3. Verliererrunde
16 Spieler (Sieger der 2. Verliererrunde gegeneinander)
| Spiel | Spieler 1         | Ergebnis | Spieler 2          |
| ----- | ----------------- | -------- | ------------------ |
| 89    | Ihor Rjabykin     | 30:30    | Jehor Schukowskyj  |
| 90    | Jewhen Mychlyk    | 31:31    | Ihor Nakonetschnyj |
| 91    | Wassyl Stepanenko | 32:32    | Wiktor Urban       |
| 92    | Serhij Schapran   | 32:32    | Ruslan Hryhorenko  |

| Spiel | Spieler 1              | Ergebnis | Spieler 2                 |
| ----- | ---------------------- | -------- | ------------------------- |
| 93    | Anatolij Maliwantschuk | 13:13    | Oleksandr Artemjew        |
| 94    | Maksym Issajew         | 31:31    | Oleh Orljanskyj           |
| 95    | Walerij Kowtun         | 13:13    | Swjatoslaw Kryschaniwskyj |
| 96    | Wolodymyr Baranow      | 23:23    | Dmytro Ossypenko          |

### 4. Verliererrunde
16 Spieler (Sieger der 3. Verliererrunde gegen Verlierer der 2. Gewinnerrunde)
| Spiel | Spieler 1          | Ergebnis | Spieler 2         |
| ----- | ------------------ | -------- | ----------------- |
| 97    | Jehor Schukowskyj  | 03:03    | Artur Beresowskyj |
| 98    | Ihor Nakonetschnyj | 31:31    | Mykola Rjabenko   |
| 99    | Wiktor Urban       | 13:13    | Witalij Buhajez   |
| 100   | Ruslan Hryhorenko  | 31:31    | Oleksandr Drosda  |

| Spiel | Spieler 1              | Ergebnis | Spieler 2              |
| ----- | ---------------------- | -------- | ---------------------- |
| 101   | Anatolij Maliwantschuk | 13:13    | Wadym Stassyschyn      |
| 102   | Oleh Orljanskyj        | 23:23    | Witalij Kryschaniwskyj |
| 103   | Walerij Kowtun         | 31:31    | Witalij Hryzaj         |
| 104   | Wolodymyr Baranow      | 30:30    | Maksym Kolischuk       |

## Finalrunde
|  | Achtelfinale           | Achtelfinale |                        |                   | Viertelfinale     | Viertelfinale |  |  | Halbfinale | Halbfinale |  |  | Finale | Finale |
|  |                        |              |                        |                   |                   |               |  |  |            |            |  |  |        |        |
|  |                        |              |                        |                   |                   |               |  |  |            |            |  |  |        |        |
|  | Anton Parynzew         | 4            |                        |                   |                   |               |  |  |            |            |  |  |        |        |
|  | Witalij Hryzaj         | 0            |                        |                   |                   |               |  |  |            |            |  |  |        |        |
|  | Witalij Hryzaj         | 0            | Anton Parynzew         | 1                 |                   |               |  |  |            |            |  |  |        |        |
|  |                        |              | Anton Parynzew         | 1                 |                   |               |  |  |            |            |  |  |        |        |
|  |                        |              |                        |                   | Serhij Zilyk      | 4             |  |  |            |            |  |  |        |        |
|  | Serhij Zilyk           | 4            |                        |                   | Serhij Zilyk      | 4             |  |  |            |            |  |  |        |        |
|  | Serhij Zilyk           | 4            |                        |                   |                   |               |  |  |            |            |  |  |        |        |
|  | Mykola Rjabenko        | 1            |                        |                   |                   |               |  |  |            |            |  |  |        |        |
|  | Mykola Rjabenko        | 1            | Serhij Zilyk           | 3                 |                   |               |  |  |            |            |  |  |        |        |
|  |                        |              | Serhij Zilyk           | 3                 |                   |               |  |  |            |            |  |  |        |        |
|  |                        |              |                        | Oleksandr Palamar | 5                 |               |  |  |            |            |  |  |        |        |
|  | Stanislaw Tymtschij    | 2            |                        | Oleksandr Palamar | 5                 |               |  |  |            |            |  |  |        |        |
|  | Stanislaw Tymtschij    | 2            |                        |                   |                   |               |  |  |            |            |  |  |        |        |
|  | Oleksandr Drosda       | 4            |                        |                   |                   |               |  |  |            |            |  |  |        |        |
|  | Oleksandr Drosda       | 4            | Oleksandr Drosda       | 2                 |                   |               |  |  |            |            |  |  |        |        |
|  |                        |              | Oleksandr Drosda       | 2                 |                   |               |  |  |            |            |  |  |        |        |
|  |                        |              |                        |                   | Oleksandr Palamar | 4             |  |  |            |            |  |  |        |        |
|  | Oleksandr Palamar      | 4            |                        |                   | Oleksandr Palamar | 4             |  |  |            |            |  |  |        |        |
|  | Oleksandr Palamar      | 4            |                        |                   |                   |               |  |  |            |            |  |  |        |        |
|  | Wiktor Urban           | 1            |                        |                   |                   |               |  |  |            |            |  |  |        |        |
|  | Wiktor Urban           | 1            | Oleksandr Palamar      | 2                 |                   |               |  |  |            |            |  |  |        |        |
|  |                        |              | Oleksandr Palamar      | 2                 |                   |               |  |  |            |            |  |  |        |        |
|  |                        |              |                        | Jaroslaw Wynokur  | 6                 |               |  |  |            |            |  |  |        |        |
|  | Wadym Korjahin         | 1            |                        | Jaroslaw Wynokur  | 6                 |               |  |  |            |            |  |  |        |        |
|  | Wadym Korjahin         | 1            |                        |                   |                   |               |  |  |            |            |  |  |        |        |
|  | Anatolij Maliwantschuk | 4            |                        |                   |                   |               |  |  |            |            |  |  |        |        |
|  | Anatolij Maliwantschuk | 4            | Anatolij Maliwantschuk | 0                 |                   |               |  |  |            |            |  |  |        |        |
|  |                        |              | Anatolij Maliwantschuk | 0                 |                   |               |  |  |            |            |  |  |        |        |
|  |                        |              |                        |                   | Jehor Schukowskyj | 4             |  |  |            |            |  |  |        |        |
|  | Jurij Butynskyj        | 1            |                        |                   | Jehor Schukowskyj | 4             |  |  |            |            |  |  |        |        |
|  | Jurij Butynskyj        | 1            |                        |                   |                   |               |  |  |            |            |  |  |        |        |
|  | Jehor Schukowskyj      | 4            |                        |                   |                   |               |  |  |            |            |  |  |        |        |
|  | Jehor Schukowskyj      | 4            | Jehor Schukowskyj      | 2                 |                   |               |  |  |            |            |  |  |        |        |
|  |                        |              | Jehor Schukowskyj      | 2                 |                   |               |  |  |            |            |  |  |        |        |
|  |                        |              |                        | Jaroslaw Wynokur  | 5                 |               |  |  |            |            |  |  |        |        |
|  | Oleksandr Sawyzkyj     | 3            |                        | Jaroslaw Wynokur  | 5                 |               |  |  |            |            |  |  |        |        |
|  | Oleksandr Sawyzkyj     | 3            |                        |                   |                   |               |  |  |            |            |  |  |        |        |
|  | Oleh Orljanskyj        | 4            |                        |                   |                   |               |  |  |            |            |  |  |        |        |
|  | Oleh Orljanskyj        | 4            | Oleh Orljanskyj        | 2                 |                   |               |  |  |            |            |  |  |        |        |
|  |                        |              | Oleh Orljanskyj        | 2                 |                   |               |  |  |            |            |  |  |        |        |
|  |                        |              |                        |                   | Jaroslaw Wynokur  | 4             |  |  |            |            |  |  |        |        |
|  | Jaroslaw Wynokur       | 4            |                        |                   | Jaroslaw Wynokur  | 4             |  |  |            |            |  |  |        |        |
|  | Jaroslaw Wynokur       | 4            |                        |                   |                   |               |  |  |            |            |  |  |        |        |
|  | Maksym Kolischuk       | 2            |                        |                   |                   |               |  |  |            |            |  |  |        |        |